# Hanna Wilczyńska-Toczko
Hanna Wilczyńska-Toczko (ur. 3 kwietnia 1963 w Elblągu) – dziennikarka Radia Gdańsk, publicystka i reportażystka, psycholog, trener szkoleniowy, terapeutka w nurcie terapii skoncentrowanej na rozwiązaniach.

## Biografia i kariera zawodowa
Ukończyła filologię polską na Uniwersytecie Gdańskim i psychologię w Szkole Wyższej Psychologii Społecznej w Sopocie.
W Radiu Gdańsk od 1992 zajmuje się tworzeniem reportaży, od paru lat prowadzi na żywo w terenie audycję interwencyjną „Tu i teraz”. Przeprowadza także wywiady z artystami (aktorami, muzykami, pisarzami). Jest autorką audycji „Nocne rozmowy”, w której w niedzielne wieczory porusza na antenie z gośćmi i słuchaczami życiowe tematy. Współprowadziła program w Telewizji Gdańsk „Na dwa głosy”, pisała reportaże dla Dziennika Bałtyckiego i Wysokich Obcasów Gazety Wyborczej.
Od 2007 roku pracuje jako trener i konsultant w firmie szkoleniowo-doradczej Instytut Miasta. Specjalizuje się w doskonaleniu kompetencji menedżerskich i zrównoważeniu życia osobistego oraz zawodowego (work-life balance). Prowadzi szkolenia medialne z autoprezentacji, komunikacji i kontaktów z mediami. Prowadzi spotkania autorskie, konferencje i imprezy branżowe (m.in. Kolosy, Kongres Kobiet Pomorza, Konferencja Kobieta w Kulturze, Koncerty Fundacji Hospicyjnej), a także warsztaty rozwojowe dla kobiet (m.in. podczas Festiwalu Progressteron).

## Nagrody i wyróżnienia
Hanna Wilczyńska-Toczko jest laureatką kilkunastu nagród i wyróżnień na ogólnopolskich konkursach reportażu radiowego (m.in. Grand Prix KRRiTV, Melchiory, Człowiek w zagrożeniu). W 2011 roku znalazła się wśród 13 nominowanych do Mistrza Mowy Polskiej.
- 1997–2000: wielokrotnie przyznany tytuł reportażu miesiąca w Programie III Polskiego Radia[potrzebny przypis]
- 1999: Grand Prix Krajowej Rady Radiofonii i Telewizji za reportaż „Jeszcze tyle muszę przeżyć”[9]
- 2001: III nagroda w konkursie „Polska i Świat” za reportaż „Jak w domu”[potrzebny przypis]
- 2002: II nagroda w ogólnopolskim konkursie „Bałtyk 2002” za reportaż „Ryby umierają w strachu”[10]
- 2003: Wyróżnienie jury i Nagroda Dziennikarzy w I Ogólnopolskim Konkursie Reportażystów „Dylematy Człowieka XXI” za reportaż „Listy pisane na śniegu”[potrzebny przypis]
- 2003: Wyróżnienie w Konkursie „Oczy szeroko otwarte” za reportaż „Ja spisałem się”[potrzebny przypis]
- 2004: Wyróżnienie w Konkursie „Oczy szeroko otwarte” za reportaż „I będzie mnie tylko słychać”[potrzebny przypis]
- 2004: II nagroda w Ogólnopolskim Konkursie Reportażu w Kielcach za reportaż „I będzie mnie tylko słychać”[potrzebny przypis]
- 2004: Nagroda Dziennikarzy na Ogólnopolskim Seminarium Reportażu w Kazimierzu za reportaż „Ukarana”[potrzebny przypis]
- 2004: I nagroda na XIV Festiwalu Mediów w Łodzi Człowiek w zagrożeniu za reportaż „Ukarana”[11]
- 2005: wyróżnienie w Ogólnopolskim Konkursie Mniejszości Narodowych i Etnicznych w Rzeszowie za reportaż „Bezprizornyje”[potrzebny przypis]
- 2006: I nagroda na XVI Festiwalu Mediów w Łodzi „Człowiek w zagrożeniu” za reportaż „Skazani na bluesa”[12]
- 2006: II nagroda w kategorii reportaż społeczny na IV Ogólnopolskim Konkursie Reportażystów i Realizatorów *Radiowych „Dylematy Człowieka XXI wieku” – za reportaż „Byli sobie”[13]
- 2007: Nagroda w kategorii premiera roku w Ogólnopolskim Konkursie Reportażystów Melchiory 2006 za reportaż „Nigdy się nie poddawaj”[14]
- 2007: I Nagroda w Konkursie Radio Foto Doc. za „Nigdy się nie poddawaj”[15]
- 2008: Wyróżnienie w Konkursie Radio Foto Doc. za „Malajkę”[16]
- 2008: Wyróżnienie na Ogólnopolskim Seminarium Reportażu w Lubostroniu za reportaż „Nieprzeczytana książka”[potrzebny przypis]
- 2009: Nagroda Dziennikarzy na Ogólnopolskim Seminarium Reportażu w Tykocinie za reportaż „Malajka”[potrzebny przypis]
- 2010: Nagroda Główna w kat. reportaż radiowy w konkursie Europejskich Letnich Igrzysk Olimpiad Specjalnych dot. niepełnosprawności umysłowej za reportaż „Twój, mój, nasz”[17]
- 2015: Nagroda Internautów w Konkursie na Artystyczną Formę Radiową Grand Pik za reportaż „Powód do życia”[18]
- 2018: Nagroda Specjalna Jury w Konkursie Grand Pik za reportaż „Dorota z Mątów – jedyna święta na Pomorzu”[19]
- 2019: Nagroda Specjalna Jury w Konkursie Grand Pik za reportaż „Najważniejsza nasza miłość”[20]

## Wybrane reportaże
- „Jeszcze tyle muszę przeżyć”
- „Modlitwa o dar widzenia”
- „Złota miłość”
- „Teraz jestem ostatni”
- „Ziemia obiecana”
- „Sopocki Elvis”
- „Grażyny Orlińskiej klimaty Sopockie”
- „Samochód jak buty”
- „Moja Liza”
- „Jak w domu”
- „Jak Lena zatrzymała czas”
- „Ryby umierają w strachu”
- „Wystarczy być”
- „Listy pisane na śniegu”
- „I będzie mnie tylko słychać”
- „Ogniomistrz z grodziska”
- „Do nieba, do horyzontu”
- „Dla Ciebie wszystko”
- „Napędzani wiatrem”
- „Ukarana”
- „Pokolenie JP2 Zaspa”
- „Podwójne narodziny”
- „Lekcja tanga”
- „Bliżej siebie”
- „Zaklinacze koni”
- „Jestem B-boyem”
- „Byli sobie”
- „Sopocki lubczyk”
- „Katarzyna i Czarnolas”
- „Niania za granicą”
- „Łowcy”
- „Malajka”
- „Skazani na bluesa”
- „Papieskie popołudnie”
- „Nigdy się nie poddawaj”
- „Muzyka Pana Jacentego”
- „Tango”
- „Przeznaczeni.pl”
- „Przemiana”
- „Sokoły”
- „Julka”
- „Apetyt na życie”
- „Złe psy”
- „Fufek, bywa, że i pan”
- „Mój, twój, nasz”